# Роданский, Станислас
Станислас Роданский (фр. Stanislas Rodanski, собственно Бернар Глюксман (фр. Bernard Glücksmann), 30 января 1927, Лион — 23 июля 1981, Лион) — французский поэт-сюрреалист.

## Биография
В годы Второй мировой войны был как еврей арестован и депортирован в трудовой лагерь под Мангеймом (1944—1946). Вернувшись, познакомился с Бретоном, примкнул к сюрреалистам, в ноябре 1948 был исключен из группы как член «фракции Виктора Браунера». Сблизился с Жаком Эролем, Аленом Жуфруа, Ж. Граком, поэтом и выдающимся издателем, его будущим публикатором Франсуа Ди Дьо.
Отличался неуравновешенностью, не раз вступал в конфликт с полицией, его отправляли на лечение в психбольницы. В ночь на 1 января 1954 добровольно явился в психиатрическую лечебницу Сен-Жан де Дьё в лионском пригороде Виллербан, где и прожил всю оставшуюся жизнь.

## Публикации
- La victoire à l’ombre des ailes. Paris: Le Soleil Noir, 1975 (переизд. 1989)
- Des proies aux chimères. Paris: Plasma, 1983
- Horizon perdu. Seyssel: Comp’act, 1986
- La Montgolfière du Déluge. Angers: Deleatur, 1991
- Journal 1944—1948. Angers: Deleatur, 1992
- Ecrits. Paris: Bourgois, 1999
- Spectr’Acteur. Angers: Deleatur, 1983 (переизд. 2006)